# Епідемічний поворотний тиф
Епідемі́чний поворо́тний тиф (англ. louse-borne relapsing fever / LBRF; фр. fievre recurrente, нім. Ruckfall-fieber, Ruckfal I typhus; синоніми: епідемічний вошивий поворотний тиф, поворотний тиф європейський, поворотний тиф космополітичний, епідемічний поворотний спірохетоз) — антропонозна інфекційна хвороба з групи кров'яних інфекцій, яка передається трансмісивним механізмом передачі за допомогою вошей. Хворобу спричинює Borrelia recurrentis (Obermeieri). Перебігає з чергуванням нападів гарячки та періодів нормальної температури тіла (апірексії), має схильність до епідемічного перебігу.
У деяких медичних джерелах епідемічний (вошивий) поворотний тиф розглядають в одному розділі з ендемічним (кліщовим) поворотним тифом, об'єднуючи їх під назвою «Поворотний тиф» або «Поворотна гарячка», що не є адекватним, адже вони різняться за епідеміологічними чинниками, частково за патогенезом та клінічними проявами.

## Історичні відомості
Західна Європа XVI—XVIII століть була інтенсивним осередком епідемічного поворотного тифу (звідси походить стара назва «європейський поворотний тиф»). Перший опис хвороби відносять до 1739—1741 років, коли його зробив в Ірландії англійський лікар і натураліст Джон Рутті. В окрему нозологічну одиницю хворобу виділив англійський лікар, сер Вільям Дженнер у 1842 році. З Європи хвороба в цей історичний період була занесена в різні країни світу. В Америці поворотний тиф почали реєструвати з 1844 року в Мексиці (куди він був занесений емігрантами з Ірландії), а також у Каліфорнії. У 1869 році епідемія цього тифу була відзначена в Пенсільванії, у Баффало (штат Нью-Йорк) і Філадельфії. Широке поширення епідемічного поворотного тифу в його історичному минулому в усіх країнах світу, всюди, куди проникала людина, джерело інфекції та його переносник — воша, послужило підставою до найменування його вошивим, епідемічним, космополітичним поворотним тифом. Великим був розмах епідемій поворотного тифу під час воєн. Так під час російсько-османської війни 1877—1878 років, коли «поворотна гарячка» вже була чітко диференційована від інших нозологічних форм, офіційні дані указують показники захворюваності у 66,4 на 1000 вояків у Дунайської армії, що перевищувало захворюваність на епідемічний висипний тиф. Крім того, летальність була дуже високою (8-18 %). У 80-х роках XIX століття епідемічний поворотний тиф зник із ряду країн Західної Європи і знову з'явився лише під час Першої світової війни 1914—1918 років серед армії та населення країн, які воювали. Відомо, що цей поворотний тиф у ці роки отримав епідемічне поширення, особливо в Балканських країнах. Зокрема, в Сербії за час війни було зареєстровано понад 200 000 випадків епідемічного поворотного тифу, великою епідемією були охоплені Румунія, Польща, Австрія, Італія та деякі інші країни. Перша світова війна викликала вкрай різке зростання захворювань на епідемічний поворотний тиф в Азії і Африці. Після її закінчення епідемічність хвороби була зведена нанівець, але спорадичні випадки реєстрували у деяких країнах, зокрема, до 1937 року і в СРСР. У період Другої світової війни знову позначилася тенденція вошивого поворотного тифу до космополітичного поширення в умовах наявності джерел — хворих на епідемічний поворотний тиф людей і заражених переносників інфекції. Поворотним тифом виявилися охоплені численні країни Європи, Азії, Південної Америки, Африки, у деяких країнах відбулися епідемії. Мав місце й занос епідемічного поворотного тифу в Україну з Балканських країн німецькими військами. Незважаючи на велику міграцію населення, підйом захворюваності тоді відбувався порівняно повільно.

### Вивчення причини
Збудника вошивого поворотного тифу відкрив у 1868 році німецький паразитолог Отто Обермейер, який працював у лабораторії берлінського госпіталю Шаріте та остаточно описав патогена після п'ятирічних спостережень у 1873 році. Після цього збудника ґрунтовно вивчив Г. Леберт у 1874 році. Етіологічну роль цього збудника у виникненні епідемічного  поворотного тифу була надалі підтверджена героїчними дослідами самозараження Григорія Миколайовича Мінха (1874 рік), Йосипа Йосиповича Мочутковского (1876 рік), Іллі Ілліча Мечникова (1881 рік). У 1907—1908 роках британський дослідник Френсіс Персиваль Маккі в Індії, французькі науковці Генрі Фолі та Едмон Сержен в Алжирі та Петер фон Мантойфель в Берліні встановили, що переносником епідемічного поворотного тифу є платтяна воша.

## Актуальність
У XXI столітті епідемічний поворотний тиф у вигляді епідемій практично не зустрічається, а окремі випадки стало реєструють тільки у гірських районах Центральної і Східної Африки, в Андах Південної Америки. При занесенні хвороби до інших місць вона має тенденцію відбуватися у вигляді епідемій в тих регіонах, які постраждали від війни, в таборах біженців тощо. Летальність при цьому захворюванні складає 1-2 %

## Етіологія
Borrelia recurrentis відносять до порядку Spirochaetalis, родини Treponemataceae, роду Borrelia. Вони завдовжки від 10 до 20 мкм, завтовшки від 0,2 до 0,3 мкм. Рухливі, спостерігається різний характер руху (поступальний, обертальний, згинальний). Тіло борелії звивисте, витончено на кінцях. Характерною ознакою є нерівномірність витків, число великих витків становить від 5 до 10. Кожен виток 2-3 мкм завдовжки і близько 1 мкм в амплітуді. Для молодих борелій характерні коротші та тонкі форми, старіші особини товщі та довші.
Борелії Обермейера легко фарбуються різними основними аніліновими фарбами (метиленова синь, фуксин тощо) і добре видні під мікроскопом. При фарбуванні за Романовським—Гімзою і метиленовим синім вони синьо-фіолетові (на відміну від збудника сифілісу — Treponema pallidum, яка слабо забарвлюється блідо-рожево, крім того, Tr. pallidum має не зігнуте, а пряме тіло і рівномірні витки). За морфологічними та тинкторіальними властивостями борелії Обермейера практично мало чим відрізняються від спірохет — збудників кліщового поворотного тифу. Борелії епідемічного поворотного тифу — виражені анаероби, розщеплення глюкози відбувається з утворенням молочної кислоти і СО2, але без використання кисню. Розмножуються спірохети поперечним поділом, спор не утворюють.
Збудник, який пристосувався до існування в крові людини і в гемолімфі воші, насилу культивується на штучних поживних середовищах і надзвичайно нестійкий в умовах довкілля. Основні поживні середовища обов'язково містять у своєму складі свіжий нативний білок у різних варіантах і пропорціях.
У лабораторних дослідженнях борелії епідемічного поворотного тифу показали патогенність для деяких лабораторних тварин, що відповідають на введення цього збудника виразними клінічними проявами. До зараження чутливі мавпи, білі лабораторні пацюки та миші. Захворювання у мавп, що наступає через 3-4 дні після підшкірного введення культури, дуже близьке по клінічній симптоматиці до клінічного перебігу в людини. Борелії з'являються і зникають з крові з проміжками в 3-4 дні. Всього у мавп спостерігають 3-4 напади. Хоча у білих пацюків і мишей борелій легко виявляють в крові через приблизно 2 доби, разом із тим питання про настання повторних нападів хвороби у цих тварин нез'ясоване. Дорослі кролики і морські свинки до епідемічного поворотного тифу несприйнятливі.

## Епідеміологічні особливості
Епідемічний процес при вошивому поворотному тифі на відміну від ендемічного (кліщового) поворотного тифу, який є зоонозом, де існування збудника можливо і без включення людини в ланцюг послідовних заражень, може розвиватися тільки серед людей і лише за наявності єдиного переносника — вошей. Таким чином, епідемічний процес може бути представлений у вигляді схеми: людина → заражена воша → людина.

### Джерело та резервуар інфекції
Єдиним джерелом у природі та резервуаром інфекції є хвора людина. Епідеміологічне значення хворого в гарячковий період незрівнянно більше, ніж у період апірексії, що в насамперед пов'язано з кількістю борелій в крові хворого в різні періоди хвороби. Протягом гарячкового періоду кров хворого наповнена бореліями і воша при харчуванні на хворому саме в цей період заковтує значне число збудників. Хоча хворий на епідемічний поворотний тиф становить найбільшу епідеміологічну небезпеку під час нападів гарячки, однак
внаслідок того, що напади наступають через проміжки апірексії, тривалість яких становить від 3 до 20 днів, хворого слід розглядати як джерело інфекції протягом усього терміну хвороби — від останніх днів інкубаційного періоду аж до закінчення останнього нападу.

### Механізм і фактори передачі
Переносниками є платтяні воші, які здатні передавати борелій вже через 5 днів після зараження. Головні та лобкові воші великого епідеміологічного значення не мають. Зараження вошей від хворих на епідемічний поворотний тиф відбувається тільки протягом періоду гарячки. Зараження людей відбувається своєю чергою через трансмісивний механізм — при випадковому роздавлюванні вошей під час свербіння та втиранні їхньої зараженої гемолімфи у місця укусів, розчісів, саден. Нероздавлена воша епідеміологічної небезпеки в передачі епідемічного поворотного тифу не становить, тому що борелії не потрапляють у травну систему воші та не виходять з фекаліями назовні.
Вкрай рідко можлива професійна передача — хірурги, що випадково мали порізи під час операції у хворих на епідемічний поворотний тиф, випадкове зараження через кон'юнктиву лабораторних працівників, що працювали з культурами борелій.

### Сприйнятливість та імунітет
Сприйнятливість до хвороби вважають всезагальною. Вошивий поворотний тиф має виражену сезонність з найбільшою захворюваністю до кінця зими — початку весни, що відображає найкращі умови розмноження переносника протягом цього періоду в складках рідко змінюваного зимового одягу. Відповідно до більш тривалого періоду перебігу інфекції сезонність епідемічного поворотного тифу відстає від сезонності при епідемічному висипному тифі. У минулому, під час чітко виражених епідемій, відзначали чітке професійне ураження деяких груп населення (прачки, доглядальниці, працівники транспорту, тюрем тощо). Характерною рисою поширення епідемічного поворотного тифу тоді виступала чітка обмеженість його осередків (ураження нічліжних будинків, окремих районів міста) порівняно з поширеністю епідемічного висипного тифу. Зазначену особливість пояснювали масовою завошивленістю мешканців цих осередків. Саме серед цих осіб здійснення досить складного механізму зараження епідемічним поворотним тифом виявлялося найбільш імовірним. Так, найбільший відсоток спалахів наприкінці XIX століття спостерігали переважно у нічліжних будинках, казармах, в'язницях, в артільних квартирах, комірках, кутах тощо. Дослідники виразно вказували на окремі райони міст, населених незаможними класами, як на постійні вогнища епідемічного поворотного тифу. Іншою характерною рисою епідеміології епідемічного поворотного тифу є те, що неодноразово на різних територіях (Європа, Азія, Африка) відзначалися різної тривалості «міжепідемічні» періоди (до 20 років), коли його не реєстрували, але, незважаючи на цю обставину, він знову давав епідемічне поширення у відповідних умовах. Однією з гіпотез, що пояснює причини виникнення європейського поворотного тифу після його ліквідації, є припущення про можливу передачу (в природних сучасних умовах) борелій кліщового ендемічного поворотного тифу вошами, тобто про адаптацію цих спірохет до організму воші. Другою гіпотезою, найбільш загальноприйнятою, є припущення, що причиною виникнення епідемічного поворотного тифу після тривалих періодів добробуту є тільки погана діагностика і забуття лікарями основних проявів цієї хвороби. Неодноразово протягом всієї історії епідемічного поворотного тифу зазначали, що окремі випадки захворювання, не пов'язані явно між собою, неправильно діагностували та при наявності відповідних соціально-побутових умов вони спричинювали епідемічне поширення.
Імунітет при епідемічному поворотному тифі загалом можна схарактеризувати як недосконалий і нетривалий. Саме таким недосконалим імунітетом. коли організм не звільняється від збудника повністю, як це відбувається зокрема при епідемічному висипному тифі, можна пояснити появу випадків захворювань в тих регіонах, де хворобу не спостерігали багато років, наприклад, в Європі під час 2-ї світової війни, тоді як до цього останні випадки були ще за часів 1-ї світової війни. Несприйнятливість до цієї хвороби після перенесеного епізоду захворювання втрачається після закінчення незначного періоду, і людина знову здатна заражатися. Повторні зараження поворотним тифом неодноразово спостерігали, причому через незначні проміжки часу.

## Патогенез
Борелії проникають всередину людського через пошкодження в шкірі або слизових оболонках до судинної системи, а через неї поширюються у селезінку, кістковий мозок, печінку, легені, нирки і центральну нервову систему. Досить невеликої кількості борелій для ініціювання інфекційного процесу та його крайнього ступеня — інфекційної хвороби. Бореліємія супроводжується масивною загибеллю їх із вивільненням ендотоксинів. Їхня дія спричинює як загальні реакції (озноб, різке підвищення температури, судинні розлади, головний, м'язовий біль тощо), так і місцеві патологічні зміни, які проявляються у вигляді клітинної та тканинної дистрофії і ураження судин (вогнища некрозу, крововиливи, утворення емболів, інфарктів тощо). Розвивається характерний для епідемічного поворотного тифу напад гарячки.
Під час хвороби борелії здатні індукувати цикли захворювання (гарячка-апірексія) шляхом зміни експресії антигену і утворенням нових антигенів — білків зовнішньої клітинної мембрани, що призводить до нового витка гарячки. Антигенні варіанти називають серотипами. Білки кодуються в плазмідній ДНК. Експерименти на мишах показали велику роль в захисті від епідемічного поворотного тифу  інтерлейкіну 10 (ІЛ-10). Чим вище був його рівень у крові заражених мишей, тим менше в них був рівень гарячки. Видужання відбувається у міру накопичення в крові антитіл проти борелій.

## Патологічна анатомія
Посмертні зміни у померлих під час нападу гарячки або незабаром після нього досить характерні. Вони включають збільшення селезінки, невеликі крововиливи в різних органах і тканинах і, рідше, легке жовтяничне забарвлення шкіри.
Розміри селезінки можуть перевищувати нормальні в 3-6 разів, а вага її може досягати та навіть перевищувати 1700 г. Капсула селезінки внаслідок такої гіперплазії напружена, може бути надірваною, зрідка виявляють розрив селезінки. На ній можуть бути фібринозні нашарування, вона може мати зрощення з навколишніми тканинами. Селезінка щільної консистенції, видалення її нерідко супроводжується розривом. На розрізі пульпа темно-червона через переповнення кров'ю. Зішкріб із розрізу мізерний. На червоному тлі пульпи видно численні точкові та декілька великих сірих і червоних вогнищ некрозів, які розташовані в ділянці мальпігієвих тілець. Навколо окремих мальпігієвих тілець або групи їх, а іноді всередині них, є крововиливи. Їх спостерігають й на шкірі, в ряді внутрішніх органів, а також у мозку. У цих органах судини розширені, стінки їх гомогенізовані, є периваскулярні інфільтрати, в мозку, крім того, відзначають набухання нервових клітин, вакуолізацію протоплазми.
Паренхіматозні органи (нирки, печінка) дистрофічні. Печінка часто збільшена значно більше, ніж при інших інфекційних хворобах. На поверхні її можуть бути фібринозні нашарування. У паренхімі присутні дрібні вогнища некрозів. У крайовій зоні виражена жирова інфільтрація сполучної тканини печінки, своєю чергою, інфільтрованої клітинними елементами. Крім легких і оборотних дистрофічних процесів, інші зміни в печінці при епідемічному поворотному тифі подібні до тих, які мають місце в селезінці. Це стосується дифузійної гіперплазії системи мононуклеарних фагоцитів (СМФ), які захопили еритроцити (ймовірно, пошкоджені), зруйновані лейкоцити, а також самих борелій. У нирках особливо піддаються дистрофії та десквамації епітеліальні клітини звивистих канальців, меншою мірою прямих канальців. Серцевий м'яз часто в'ялий, блідий. Можливий розвиток фрагментації м'язових волокон. Порожнини серця бувають дилатовані (розширені). У паренхімі міокарда та ендокарда спостерігають дрібні вогнища з макрофагів. Нервові вузли серця змінені аж до некрозу.
Борелій виявляють в осередках некрозу в селезінці, іноді в дуже великих кількостях, навіть у тих випадках, коли за життя пацієнтів їх не виявляли в крові. Головним чином їх знаходять тут у лімфоїдних клітинах, рідше вони є поза клітинами. Іноді їх виявляють і в інших органах: в печінці (в купферівських клітинах), в нирках (в ендотелії судин і в просвіті звивистих канальців).
Розтин трупів хворих, які померли від ускладнень або вторинної інфекції, виявляє різні види пневмонії, іноді гнійний плеврит, набряк голосової щілини, хронічні ураження серця, судин.

## Клінічні ознаки

### Класифікація
У МКХ-10 хворобу класифікують до групи «Поворотних гарячок» (А68) як «Породжену вошами поворотну гарячку або поворотну гарячку, яку спричинює Borrelia recurrentis» (А68.0). У МКХ-11 хворобу відносять також до «Поворотних гарячок» (1D51).

### Загальні прояви
Інкубаційний період триває від 3 до 14 діб, частіше він дорівнює 7-8 дням. Досліди із самозараження кров'ю хворих теж засвідчили саме таке.
Перебіг хвороби характеризується чергуванням гарячкових нападів і безгарячкових періодів (апірексії). Таких хвиль може бути 2-3, але загалом не більше 5.
М'язовий і головний біль є причиною безсоння. Апетит зникає. У лівому підребер'ї з'являється тупий біль через збільшення селезінки. Свідомість хворих, як правило, не страждає.

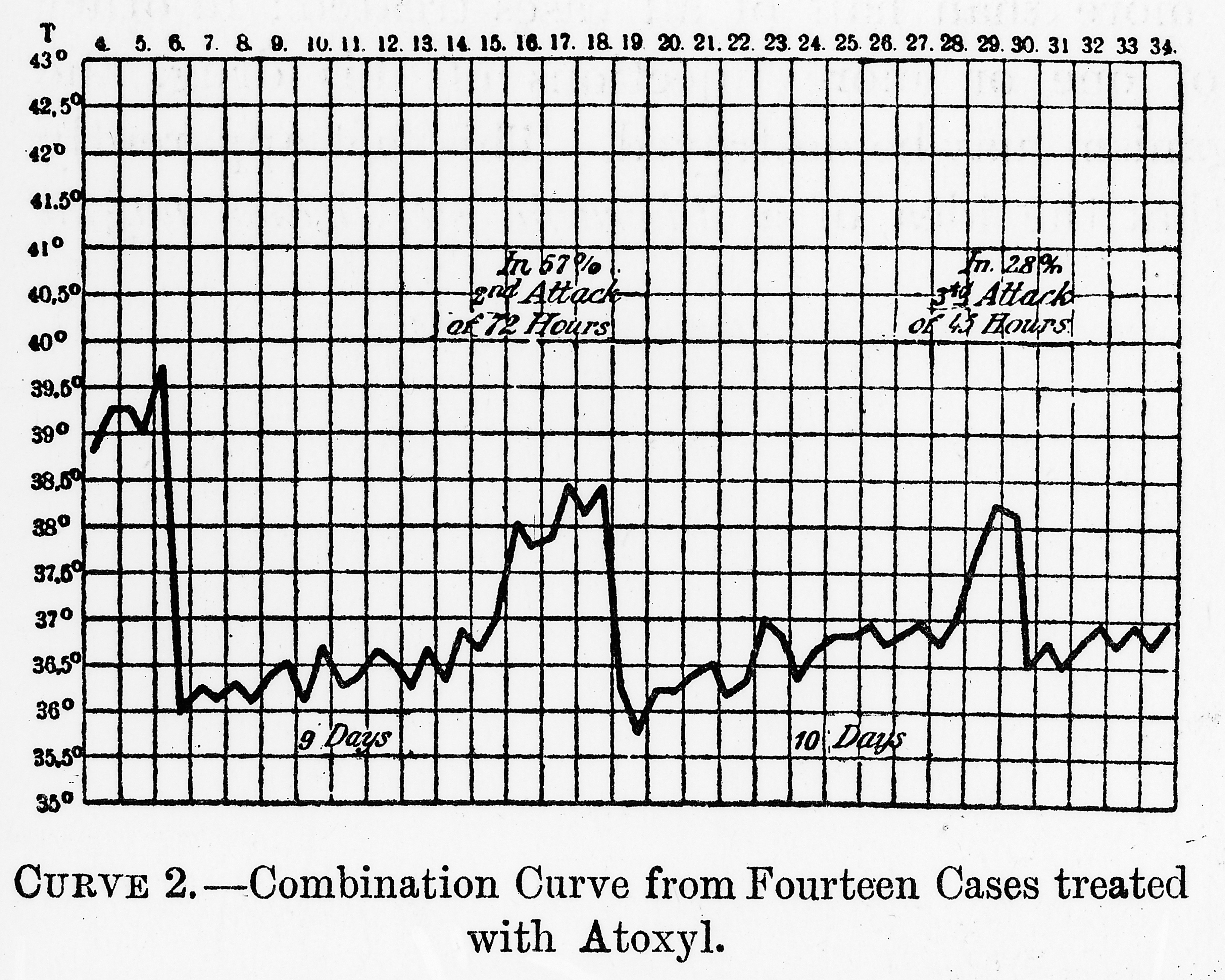
Температурна крива у хворого на епідемічний поворотний тиф

### Характеристика нападу гарячки
Напади починаються раптово, частіше вранці, з короткочасного ознобу, до якого приєднується жар, головний і м'язовий біль, больові відчуття по ходу нервів, артралгії. Уже в перший день температура досягає і часто перевищує 39 °C. Іноді озноб супроводжується блюванням, а в період підйому температури тіла можлива поява носової кровотечі. Висока температура і зазначені прояви тривають 5-8 днів. Потім температура критично падає, це супроводжується рясним потовиділенням.
Зниження температури супроводжується зникненням й інших проявів інтоксикації, включаючи біль, і захворювання начебто закінчується, залишаючи короткочасну слабкість. Однак одужання тільки мниме, у більшості хворих через 10-14 днів хвороба рецидивує і відбувається новий напад гарячки. Всього таких нападів, що чергуються з періодами апірексії, може бути не більше 5, що відрізняє епідемічний поворотний тиф від кліщового (при останньому число нападів може доходити до 10 і більше).
Тривалість першого нападу коливається від 3 до 14 діб, частіше продовжуючись 6-8 діб. Є свідчення про більш затяжний перебіг нападу до 17 діб.
Другий напад триває від 1-ї доби до 8-ми діб, в середньому 4-5 діб, третій напад — від декількох годин до 5 діб (близько 3-х діб), четвертий напад — в середньому 1-2 доби, а п'ятий напад не перевищує 1-2 днів. Таким чином, кожен наступний напад зазвичай коротший від попереднього. Тривалість безгарячкових періодів показує зворотне співвідношення: кожна наступна апірексія триваліше попередньої.
Зниження температури після нападів відбувається критично. Вона нерідко досягає субнормальних цифр, а потім може бути протягом декількох днів субфебрильною. Падінню її передує нерідко передкритичний підйом, який часто супроводжується погіршенням загального стану, посиленням болю і тахікардії. Кризу пояснюють масовим лізисом боррелій в крові. Причиною нових підйомів температури до високих цифр є нові надходження борелій в кров. Криза частіше відбувається в нічні години. Вона триває від 4-6 до 16-24 годин, затягуючись у невеликої частини хворих аж до 2-3 діб. У цей період можлива смерть через фатальну артеріальну гіпотензію. Характер зниження температури після застосування лікувальних препаратів не відрізняється від спонтанно прийдешньої кризи.

### М'язові ураження
М'язовий біль розглядають часто як патогномонічний симптом для епідемічного поворотного тифу. Біль дуже сильний, часто такий болісний, що не дає можливості спати. Перед температурною кризою інтенсивність болю зменшується. Точно так же вона знижується при рецидивних нападах. Біль також може бути в деяких випадках у вигляді лише неприємних відчуттів у м'язах. Рух відчутно підсилює м'язовий біль, і тому хворі щадять себе і лежать, мало рухаючись. Найбільше біль відбувається в литкових м'язах, меншою мірою — у м'язах попереку. Біль у м'язах 'живота, шиї, рук спостерігають не часто.

### Шкірні прояви

#### Жовтяниця
Жовтяниця при епідемічному поворотному тифі має діагностичне значення, адже її спостерігають часто та вона найбільш виражена до кінця нападів. Частота її коливається в межах від 20 до 90 %. Жовтяниця при неускладненому епідемічному поворотному тифі не є інтенсивною, тому її слід визначати як субіктеричність. У багатьох хворих її відзначають з 3-го дня хвороби, іноді в кінці нападу. У дітей жовтяниця з'являється лише в 10 % випадків. Жовтяниця взагалі при епідемічному висипному тифі перебігає без свербежу, знебарвлення випорожнень, уповільнення пульсу. У період апірексії вона зникає, але у деякої частини хворих вона продовжується протягом усієї хвороби.

#### Висип, геморагічний синдром та інші зміни шкіри
У чверті дорослих хворих під час нападу гарячки відбувається маніфестація простого герпесу на обличчі, частіше на губах. нерідко з геморагічним компонентом. У дітей таке спостерігають лише в 10 % захворілих. Висип при поворотному тифі, який спостерігали в минулому часто, при сучасному спорадичному перебігу цієї хвороби являє собою рідкісне явище. Переважно відбуваються шкірні крововиливи у вигляді петехій, точкові крововиливи в кон'юнктиви.
Геморагічні прояви клінічно відзначають досить часто. Переважає носова кровотеча. Ці кровотечі рідко бувають значними. Зазвичай їх спостерігають під час нападу. Вони виражені сильніше в осіб, які страждають на авітаміноз.
Шкірні реакції проявляються в період ознобу легким ціанозом, «гусячою шкірою», а в період жару — гіперемію обличчя. Спостерігають й гіперемію кон'юнктиви.

### Прояви з боку серцево-судинної системи
Проявляються в першу чергу появою відносної тахікардії під час нападу гарячки. У деяких хворих частота пульсу доходить до 140—150 ударів за хвилину за відсутності органної патології, яка б пояснювала тахікардію. У період апірексії частота серцевих скорочень сповільнюється у половини хворих, у частини з них доходячи до брадикардії. У цей період підвищується збудливість серцево-судинної системи, коли психічні та легкі фізичні навантаження спричинюють неадекватне прискорення серцевої діяльності.

### Зміни з боку травної системи
Шлунково-кишкові порушення на початку захворювання нерідкі. У хворих зникає апетит, з'являється відчуття гіркоти в роті, нудота, іноді блювання, сильна спрага, можливим є пронос. Закінчення нападу гарячки супроводжується зникненням проносу, але він може поновитися при наступних рецидивах. Язик під час нападу сухий, покритий жовтуватим нальотом. Живіт при пальпації болючий, особливо в області селезінки, яка збільшується з перших днів хвороби у 90-100 % хворих. Часто вона болюча. Розміри збільшення селезінки коливаються від гігантських (гіперспленомегалія), коли така збільшена селезінка спричинює відчутне випинання боків і грудної клітки, спускаючись у малий таз, до незначного збільшення. Консистенція селезінки з плином хвороби ущільнюється. Болючість її пояснюють переповненням кров'ю. Тривала болючість за відсутності тенденції до зменшення та явищами подразнення очеревини свідчить про періспленіт. Гостра поява різкої болючості в ділянці селезінки дає підставу запідозрити інфаркт та / або розрив селезінки. Печінка також часто відчутно збільшена і болюча при пальпації.

### Ураження органів дихання
Органи дихання мало залучаються до патологічного процесу, частіше — при ускладненнях вторинною інфекцією. У період нападів при високій температурі частота дихання здебільшого наростає, іноді до 30-32 вдихів за хвилину при відсутності запального процесу в легенях. Бронхіти відзначають у 45 % хворих. Пневмонії відбуваються нечасто, розвиваються як під час нападу, так і в період апірексії. Патогенез їх різний. Вони можуть бути обумовлені ателектазом легені, вторинною інфекцією з переходом запалення з бронхів, рідко через інфаркт легені. Особливо часто пневмонії відзначаються у хворих із жовтяницею. Плеврити, головним чином без ексудату («сухі») виникають лише на тлі пневмонії. Дуже рідко спостерігають невеликі легеневі кровотечі.

### Ураження нирок
Ниркові порушення нерідко розглядають як закономірний прояв епідемічного поворотного тифу, але вони не грають несприятливої ролі в прогностичному відношенні. Найчастіше ці розлади з'являються під час першого нападу, тримаються кілька днів, рідко 10-14, а потім зникають, не залишаючи наслідків. Артеріальний тиск при цих порушеннях не підвищується, набряків не буває. Гарячка закономірно супроводжується олігурією. Діурез особливо зменшується під час пітливості. При цьому питома вага сечі може бути дуже високою. Після температурного кризу олігурія змінюється поліурією — до 3-4,5 літрів за добу з виділенням сечі низької питомої ваги.

### Ураження з боку нервової системи та психічної діяльності
При епідемічному поворотному тифі не мають тих характерних рис, які властиві епідемічному висипному тифу. Хворі скаржаться на головний та невралгічний біль. При цьому головний біль є ведучим. Найбільший ступінь розладу вищої нервової діяльності — тифозний стан, не властивий епідемічному поворотному тифу, затьмарення свідомості у хворих зазначають досить часто, головним чином під час першого нападу. Це порушення нетривале і рідкісне. У дітей бувають сильно виражені різні форми гіперестезії, збудження, головний біль, а в деяких спостерігають менінгеальні симптоми, притаманні менінгізму. Взагалі ураження центральної нервової системи більш притаманні епідемічному поворотному тифу аніж ендемічному.

## Ускладнення
Їх реєструють у 40 % хворих. Особливо серйозним ускладненням є так званий жовтяничний тифоїд, який більшість клініцистів вважає приєднанням іншої бактеріальної хвороби, тобто коінфекцією. Дуже частим при цьому є виникнення метастатичних гнійних вогнищ у різних органах. Часто хворобу ускладнює запалення легенів. Відзначено також ураження очей (ірити, іридоцикліти), вух (отити), суглобів, хрящів, особливо реберних хрящів (хондрити і перихондрити).

## Діагностика
Розпізнавання ґрунтується на епідеміологічних даних (наявність вошивості), характерним клінічним проявам хвороби (гострий початок, критичне падіння температури з рясним потовиділенням наприкінці нападу гарячки, раннє і значне збільшення селезінки (спленомегалія), чергування гарячкових нападів і апірексії).

### Загальнолабораторна діагностика
Певне діагностичне значення мають дані дослідження периферичної крові в клінічному аналізі крові — помірний лейкоцитоз, особливо під час нападу і найвищий рівень його за 1-2 дні до кризи, нейтрофільоз, лімфопенія, анеозінофілія, тромбоцитопенія, наростальна анемія, підвищення ШОЕ.
У клінічному аналізі сечі виявляють в осаді незначну альбумінурію, еритроцитурію як мікрогематурію, лейкоцитурію в невеликій кількості, різні циліндричні клітини.
Біохімічні зрушення різко виражені та їх виявляють лише при формах середньої тяжкості та тяжких. У таких хворих спостерігають гіпопротеїнемію, що зберігається і в період апірексії, зменшення вмісту білка йде коштом альбумінів. Альбуміно-глобуліновий показник у частини хворих помірно знижений. Рівень фібриногену в крові під час першого нападу збільшується, а потім знижується. Вміст залишкового азоту в крові як під час нападу, так і в період апірексії, як правило, залишається в межах норми. Хлориди крові та сечі як під час нападу, так і в період апірексії знижені. Холестерин крові у більшості хворих знижений, часто значно. Це зниження спричинює, ймовірно, не тільки ураження печінки, але і надниркових залоз і вегетативної нервової системи. У ряду хворих відзначається невелике збільшення білірубіну крові та уробіліну в сечі при одночасному збільшенні печінки.
У хворих, що мають менінгіт, у спинномозковій рідині виявляють лімфоцитарний плеоцитоз і невелике підвищення рівня білка, що відповідає поняттю серозного менінгіту.

### Специфічна діагностика
Лабораторна діагностика епідемічного поворотного тифу технічно цілком доступна і складається в основному у виявленні борелії Обермейера при світловій мікроскопії пофарбованого мазка або «товстої краплі» крові хворого, взятої під час гарячки. Мазки готують звичайним способом. предметне скло повинне бути добре промите. «Товсту краплю» отримують легким розмазуванням краплі крові хворого, взятої з пальця, до діаметра 0,8-1 см на предметному склі, причому край краплі повинен бути тоншим, аніж центральна її частина. Препарати крові на склі висушують при кімнатній температурі, не фіксують, а безпосередньо фарбують за Романовським-Гимзою з додаванням дистильованої води 1:10 або фарбують метиленовою синню чи фуксином.
Борелії добре видно в препараті, особливо в період нападу гарячки епідемічного поворотного тифу, коли їх у мазку багато і вони іноді переплетені одна з одною, утворюючи як би повстяну сітку. При лікуванні або перед зниженням температури під мікроскопом видно агломерати борелій, з'являються також й інволюційні форми. Не менш проста мікробіологічна діагностика епідемічного поворотного тифу шляхом перегляду краплі крові або сироватки хворого (взятої також у період підйому температури) методом «краплі що стікає» в темному полі. При цьому в полі зору видно добре рухливі борелії, які вчиняють безладні рухи в різних напрямках. Можна також застосувати забарвлення мазка тушшю (по Буррі), при цьому борелії являють собою як би сріблясті нитки на темному тлі. Виявлення борелій у «товстій краплі» чи мазку крові є неспростовним доказом наявності епідемічного поворотного тифу.
Одним з сучасних методів специфічної діагностики є пряма імунофлюоресцентна мікроскопія.
Методи вирощування борелій на штучних поживних середовищах обмежені тим, що зростання триває протягом 2-6 тижнів, що унеможливлює їх використання в клінічній практиці.
Імуноферментний аналіз (ІФА) використовують для виявлення класів антитіл при епідемічному поворотному тифі.
З 2003 року у світі для діагностики поворотного тифу використовують полімеразну ланцюгову реакцію (ПЛР)
Виявити борелії в уражених тканинах можливо за допомогою фарбування сріблом, зокрема за Вортін-Старрі (Warthin–Starry stain).
Лабораторних тварин не використовують для діагностики епідемічного поворотного тифу, адже на відміну від успішності зараження збудниками ендемічного поворотного тифу, вони не чутливі до зараження Borrelia recurrentis.

## Лікування

### Етіотропна терапія
Головним напрямком лікування епідемічного поворотного тифу є антибактеріальна терапія. Борелії є чутливими до пеніцилінів, тетрациклінів, цефалоспоринів, макролідів, левоміцетину.
Золотим стандартом лікування вважають доксициклін, який призначають перорально у добовій дозі 0,2 г протягом 3-5 діб. За його непереносності використовують азитроміцин 0,5 г протягом 3 діб. У тяжких випадках за неможливості перорального вживання призначають пеніцилін 1,2 млн одиниць на добу парентерально. Ефективним є пеніцилін при виникненні менінгіту, де його дозу збільшують до 12-18 млн одиниць на добу. Використовують й цефтріаксон до 2 г на добу. У хворих на епідемічний поворотний тиф при такій етіотропній терапії можливе загострення хвороби через виникнення реакції Яріша-Герксгаймера, тому рекомендованим є призначення у перший день лікування глюкокортикостероїдів, аби запобігти цьому.
Патогенетичну терапію проводять згідно з основними положеннями лікування внутрішніх хвороб.

## Профілактика
Першою та основною умовою успішної боротьби з епідемічним поворотним тифом є якнайшвидше виявлення хворого і рання госпіталізація його. Це необхідно не тільки як протиепідемічний захід, але і в інтересах раннього лікування хворого, тому що раннє виявлення хворого полегшується можливістю виявлення в крові збудника з перших днів хвороби. Значення ранньої госпіталізації хворих зростає, якщо врахувати заразність хворого для вошей з першого дня гарячки. Оскільки воші здатні передати інфекцію вже через 5 днів після зараження, проведення госпіталізації як заходу, який припиняє поширення хвороби, необхідно здійснити саме до цього терміну. Як свідчать історичні факти, заходи з ізоляції джерела при епідемічному поворотному тифі виявилися навіть більш ефективними, ніж при епідемічному висипному тифі.
Наступним важливим заходом є знищення переносників в осередку, тобто зневошивлення джерела інфекції. В осередку проводять обов'язкову термометрію протягом 25 днів і спостереження за тими особами, які контактували з хворим, протягом 70 днів.
Специфічна профілактика не розроблена, хоча спроби створення дієвої вакцини продовжуються.